# Волочаевка (река)
Волочаевка — река в Выборгском и Приозерском районах Ленинградской области. Длина — 39 км.
Начинается в заболоченных лесах к востоку от посёлка Кировское и к северо-западу от посёлка Лесное. К северо-востоку от Кировского река пересекает дорогу Рощино — Запорожское.
В реку впадает большое количество мелких речек (ручьёв) (в частности, Звонкий, Озорной, Боровик, Чернявский, Спокойный). Также имеется сток из Чернявского (через Чернявский ручей) и Волочаевского озёр.
Протекает к северу от посёлков Краснознаменка и Чернявское, затем к востоку от посёлка Волочаевка, затем пересекает дорогу Подгорье — Раздолье и впадает с юга в Правдинское озеро.

## Данные государственного водного реестра
- Код водного объекта — 01040300212102000009621
- Бассейновый округ — Балтийский
- Речной бассейн — Нева (включая бассейны рек Онежского и Ладожского озера)
- Речной подбассейн — Нева и реки бассейна Ладожского озера (без бассейнов Свири и Волхова; российская часть бассейнов)
- Водохозяйственный участок — Бассейн оз. Ладожское без рр. Волхов, Свирь и Сясь
- Код по гидрологической изученности — 102000962
- Номер тома по ГИ — 2
- Выпуск по ГИ — 0[2]